# Inmigración armenia en Paraguay
La inmigración armenia en Paraguay aconteció en las primeras décadas del siglo XX y fue parte de la Gran Diáspora, que originó las comunidades armenias de Europa y de América. La comunidad armenia del Paraguay es muy pequeña, y la mayoría reside en Asunción. Algunos de ellos llegaron desde otros países donde la comunidad armenia es mucho mayor como Argentina o Uruguay.

## Historia

### Contexto
El Genocidio Armenio creó cientos de miles de refugiados que finalmente se instalaron en el viejo y en el nuevo mundo.
Esta diáspora quedó fragmentada en una cincuentena de comunidades que se extienden desde el Medio Oriente (Líbano, Siria, Turquía, Irak, Irán, Egipto, Israel, Chipre) al mundo occidental: Francia, Grecia, Gran Bretaña, Bélgica, Alemania, Suiza, Italia, Austria, Estados Unidos, Canadá, México, Brasil, Argentina, Uruguay, Venezuela, Chile, entre otros.
Aunque una importante cantidad de armenios volvió a Armenia durante tres olas de repatriados (1918, 1945-46 y 1953-68), hacia 1985 casi la mitad de los repatriados de posguerra había emigrado hacia occidente.

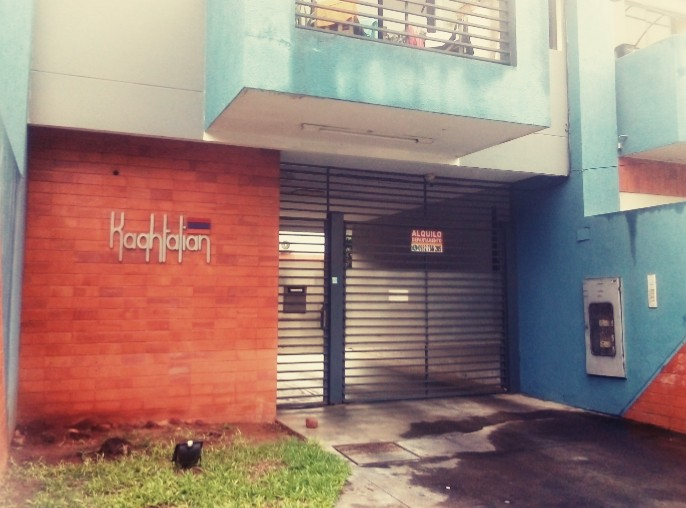
Complejo habitacional Kaqhtalian en Itauguá, propiedad de una familia de origen armenio. Por encima de las letras, puede identificarse a la bandera de Armenia.

Al Paraguay ingresó un reducido grupo de armenios, acaso algunas docenas, provenientes de las comunidades más numerosas asentadas en Argentina y Uruguay.
Algunos apellidos armenios presentes en la sociedad paraguaya son: Arslanián, Burián, Cataglián, Miserlián, Petrossián.

### El Dr. Elmassián
Uno de los armenios que dejó su impronta en el Paraguay fue Miguel Elmassián.
El Dr. Elmassián arribó al país a fines del siglo XIX . Era miembro del prestigioso Instituto Pasteur de París y vino contratado por don Andrés Barbero, para realizar investigaciones a raíz de un brote de peste bubónica, como así también dedicarse a la preparación de vacunas y a la docencia.
Fue director del Instituto de Bacteriología y catedrático de la materia en la Facultad de Medicina de la Universidad Nacional de Asunción. Asimismo descubrió el trypanosoma equinum y dio al mal de caderas el nombre de flagelosis paresiante de los equinos.
Regresó a Europa en 1905. Por la gran labor que realizó durante su estadía, al Dr. Elmassián se lo considera padre de la microbiología paraguaya.

## Figuras destacadas
- Pablo León Burián: empresario, director de la editorial El Lector.[6]